# توم كروز
توماس كروز مابوثر الرابع (بالإنجليزية: Thomas Cruise Mapother IV)، ويُعرف باسمه الفني توم كروز (بالإنجليزية: Tom Cruise) (من مواليد 3 يوليو 1962)، ممثل ومنتج أفلام أمريكي عُرِف بأدائه لكثير من الأدوار في الأفلام الأمريكية التي نالت شهرة عالمية، وحققت مراكز متقدمة في شباك التذاكر. ترشح ثلاث مرات لجائزة الأوسكار وفاز ثلاث مرات بجائزة الغولدن غلوب. يُعرف بأنه سينتولوجي ملتزم. ويُعتبر واحدًا من ضمن الممثلين الأعلى أجرًا في العالم. حققت أفلامه أكثر من 4 مليار دولار أمريكي في أمريكا الشمالية وأكثر من 10٫1 مليار دولار أمريكي في جميع أنحاء العالم، ما جعله من ضمن نجوم شباك التذاكر الأعلى دخلاً على الإطلاق.
بدأ كروز حياته المهنية في أوائل الثمانينات وجاءت انطلاقته الحقيقية من خلال أدوار البطولة في الفيلم الكوميدي ريسكي بيزنس (1983) وفيلم الأكشن الدرامي توب غان (1986). جاءت الإشادة النقدية بعدما لعب أدوارًا في أفلام الدراما لون المال (1986)، ورجل المطر (1988)، وولد في الرابع من يوليو (1989). في الفيلم الأخير، جسد شخصية الجندي رون كوفيك، وفاز عن الدور بجائزة الغولدن غلوب لأفضل ممثل - فيلم دراما، وترشح لجائزة الأوسكار لأفضل ممثل. كنجم هوليودي في التسعينات، لعب كروز أدوار البطولة في عدة أفلام ناجحة مثل: فيلم الدراما القليل من الرجال الفاضلين (1992)، وفيلم الإثارة الشركة (1993)، وفيلم الرعب مقابلة مع مصاص الدماء (1994)، والفيلم الرومانسي جيري ماغواير (1996). حاز عن دوره في الفيلم الأخير علي جائزة الغولدن غلوب لأفضل ممثل - فيلم موسيقي أو كوميدي وترشح للأوسكار للمرة الثانية.
فاز عن دوره في فيلم الدراما ماغنوليا (1999) بجائزة الغولدن غلوب لأفضل ممثل مساعد - فيلم، كما ترشح لجائزة الأوسكار لأفضل ممثل مساعد، حيث لعب في الفيلم دور متحدث تحفيزي. كنجم أكشن، لعب كروز دور إيثان هانت في سلسلة أفلام مهمة مستحيلة. كما قام بأدوار البطولة في أفلام خيال علمي وأكشن مثل: سماء الفانيلا (2001)، وتقرير الأقلية (2002)، والساموراي الأخير (2003)، وجانبية (2004)، وحرب العوالم (2005)، وفارس ويوم (2010)، وجاك ريتشر (2012)، والنسيان (2013)، وحافة الغد (2014)، والمومياء (2017).
تزوج كروز 3 مرات من النجمات ميمي روجرز، ونيكول كيدمان، وكيتي هولمز. لديه 3 أبناء، اثنان منهم بالتبني عندما كان متزوجًا من كيدمان وابنة بيولوجية من هولمز. يُعد كروز مُدافِع صريح للكنيسة السينتولوجية والبرامج الاجتماعية المرتبطة بها، فهو يُرجِع الفضل إليها في مساعدته علي التغلب على عسر القراءة. في الألفينات، أثار جدلاً بسبب انتقاداته المرتبطة بالكنيسة للطب النفسي والأدوية المضادة للاكتئاب، وجهوده للترويج للسينتولوجيا كدين في أوروبا، وفيديو مُسرب له يروج فيه للسينتولوجيا في مقابله معه. طوله 169 cm

## نشأته
ولد النجم توم كروز في 3 يوليو عام 1962 في إحدى ضواحي نيويورك، لأب يُدعي توماس كروز مابوثر الثالث (1934–1984) ويعمل مهندسًا كهربائيًا، وأمه معلمة تعليم خاص تُدعي ماري لي (قبل الزواج فايفر؛ 1936–2017). عاش والديه في لويفيل (كنتاكي). وهو لديه أصول إنجليزية، وألمانية، وأيرلندية. لكروز ابن عم يعمل في التمثيل يُدعي وليام مابوثر، والذي ظهر معه في 5 من أفلامه. نشأ كروز قريبا من الفقر ونشأ نشأة كاثوليكية. وصف والده «بتاجر الفوضى»، و«المتنمر»، و«الجبان» الذي يضرب أطفاله. تابع حديثه قائلاً: «[والدي] كان من النوع الذي يركلك، إذا حدث خطأ ما. لقد كان درسًا رائعًا في حياتي—كيف يهدئك، ويجعلك تشعر بالأمان، ثم ينفجر! بالنسبة لي، كان الأمر مثل، 'هناك شيء خاطئ مع هذا الرجل. لا تثق به. كن حذرًا من حوله.'».
لم تكن حياة كروز العائلية مستقرة بسبب التنقل المستمر لوالده بين الولايات الأمريكية وكندا للبحث عن عمل، حيث بلغ عدد مرات التنقل قرابة 14 مرة دخل خلالها كروز أكثر من 15 مدرسة. وفي سن السابعة، اكتشفت أسرته بأنه يعاني من عسر القراءة وأثرت على تحصيله العلمي بشكل كبير. لم تستقر العائلة إلا عند طلاق والديه، وأصبح كروز هو المسؤول عن هذه العائلة المكونة من ثلاث شقيقات (لي آن، وماريان، وكاس) وأم بقوا في ولاية كنتاكي. وبعد زواج والدته من جاك ساوث في عام 1978، انتقلوا إلى نيوجيرسي. توفي والد كروز بالسرطان في عام 1984. التحق كروز بمدرسة داخلية كاثوليكية من أجل تعلم العلوم الدينية بعد زواج والدته، ولكن كان حلمه الأول هو أن يكون مصارعًا محترفًا، إلا أن الإصابة التي تعرض لها في ركبته عندما كان في سن 16 حطمت هذا الحلم. مر كروز في حياته بالكثير من المتناقضات، فخلال دراسته، التحق في فرق المسرح المدرسي، وأصبح أحد نجوم المسرح على مستوى المدرسة، ونال شهرة كبيرة بين زملائه في المدرسة، ليكتشف أن لديه رغبة جارفة من أجل التمثيل والاستمرار في هذا النجاح، حيث قرر بعد تخرجه من المدرسة الثانوية غلين ريدج في عام 1980 الذهاب إلى نيويورك بحثًا عن الأضواء، وكان عمره في ذلك الوقت لم يتجاوز 18 عامًا.

## المسيرة السينمائية

### الثمانينات

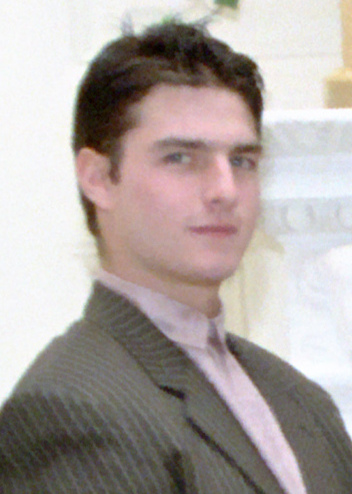
كروز في البيت الأبيض في استضافة السيدة الأولي نانسي ريغان عام 1985.

منذ اللحظة الأولي التي وصل فيها كروز إلي نيويورك، وضع لنفسه هدفًا وهو أن يحقق أحلامه خلال فترة لا تتجاوز العشرة أعوام، حيث انطلق منذ أول يوم لوصوله لنيويورك للبحث عن من يساعده في تحقيق أحلامه، فبدأ يتردد علي وكلاء الفنانين وحضور اختبارات التمثيل التي يُعلن عنها في الصحف، إلا أن جميع جهوده باءت بالفشل. وأنفق كروز كل مايمتلكه من مال وأصبح بلا مأوي، حيث أقام عند أحد أصدقائه لفترة وجيزة علي أمل أن يحصل علي فرصة في عالم الأضواء، كما عمل كمنظف طاولات في مطعم في نيويورك. ومن إحدي المتناقضات التي واجهها كروز هي أن يتم رفضه في أدوار التلفزيون بسبب أن مستوي جماله أقل من الحد المطلوب، مع العلم أن إحدي المجلات اختارته فيما بعد للقب أجمل الرجال وسامة. ذهب كروز إلى لوس أنجلوس للحصول علي أدوار تلفزيونية ووقع مع وكالة سي إيه إيه وبدأ التمثيل في الأفلام. وفي نهاية المطاف، حصل علي دور بسيط في فيلم الحب اللانهائي (1981) أمام النجمة بروك شيلدز، حيث أنفق كروز آخر دولار يمتلكه من أجل إقناع سمسار الكومبارس كي يقنع المخرج ليقبله في هذا الدور ونجح في ذلك، حيث اضطر بعد هذا الدور للعودة إلي منزل عائلته في نيوجيرسي بسبب عدم امتلاكه أي مبلغ لكي يُطعم نفسه ولم يكن في جيبه سوى 12 دولار دفعها ثمن تذكرة التاكسي الذي أعاده للمنزل. وبعد عدة أشهر من هذه المأساة، عرض عليه أحد المنتجين دور مساعد في فيلم تابس، حيث كان هذا الدور من نصيب ممثل آخر اعتذر قبل التصوير، فمنح الفرصة الأولي لكروز كي يبدأ مشواره. لعب في الفيلم دور طالب الأكاديمية العسكرية المجنون. في عام 1983، كان كروز واحدًا من طاقم تمثيل فيلم ذا آوتسايدرز. وفي نفس العام، لعب بطولة فيلمي كل الخطوات الصحيحة وريسكي بيزنس الذي حقق نجاحًا باهرًا، والذي وُصف بأنه «فيلم كلاسيكي عن الجيل إكس، وصانع مهني لتوم كروز»، فقد سطع نجمه وأصبح النجم الشاب معروفًا لا سيما عند أوساط الشباب والفتيات. كما لعب دور البطولة في فيلم للمخرج ريدلي سكوت بعنوان أسطورة (1985). في عام 1986، استطاع كروز أن يحقق حلم حياته عندما حصل على دور البطولة في فيلم توب غان، وأصبح بعد هذا الفيلم حديث المراهقين في الولايات المتحدة الأمريكية، وتبوء كروز مقعده في قائمة النجوم الأوائل في شباك التذاكر الأمريكي ووطد مكانته كسوبر ستار.

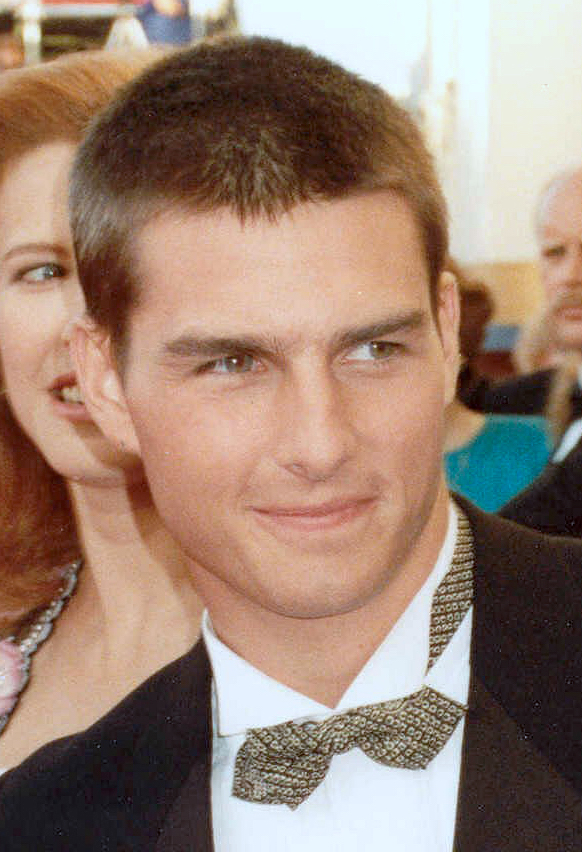
كروز في حفل توزيع جوائز الأوسكار الحادي والستون.

بعد هذا الفيلم، أصر كروز أن يحافظ على هذا النجاح ولا يجعله يتأثر بأي إخفاق، حيث رفض الكثير من الأدوار التي عُرضت عليه واختار بعض الأدوار في أفلام يكون الطرف الآخر له فنان مُخضرم كي يزيد من قوته، وكانت بدايتها مع النجم بول نيومان في فيلم لون المال، من إخراج مارتن سكورسيزي. بعد عامين، شارك النجم داستين هوفمان دور البطولة في فيلم رجل المطر، والذي فاز بجائزة الأوسكار لأفضل فيلم وفاز كروز عليه بجائزة دائرة نقاد سينما كانساس سيتي لأفضل ممثل مساعد؛ وفي نفس العام، عاد إلى الأدوار الشبابية في فيلم كوكتيل، والذي ترشح عن دوره فيه لجائزة التوتة الذهبية لأسوء ممثل. ثم عمل تحت قيادة المخرج أوليفر ستون في فيلم ولد في الرابع من يوليو (1989) عندما قام بدور رون كوفيك، الجندي العائد من حرب فيتنام، حيث استطاع في هذا الفيلم شد انتباه النقاد السينمائيين اتجاهه، بما في ذلك أكاديمية فنون وعلوم الصور المتحركة. ومقابل ذلك، منحته ترشيح لجائزة أوسكار أفضل ممثل عن أدائه في هذا الفيلم عام 1990 التي لم يفز بها، ولكنه فاز بجائزة الغولدن غلوب لأفضل ممثل عن دوره في الفيلم. كما فاز كروز عن الفيلم بجائزة جمعية شيكاغو لنقاد السينما لأفضل ممثل، وجائزة خيار الشعب لأفضل ممثل أفلام، وترشيح لجائزة البافتا لأفضل ممثل في دور رئيسي.

### التسعينات

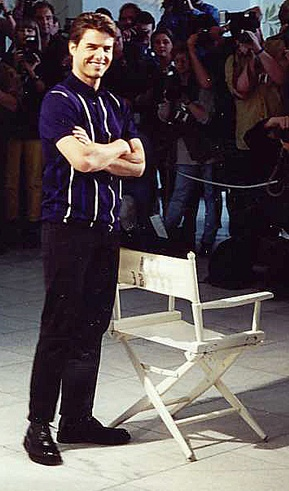
كروز في مؤتمر صحفي في فندق أتلانتيك كمبنسكي في عام 1996.

شارك بجانب كروز في فيلميه أيام الرعد (1990) وفار آند أوي (1992) زوجته وقتها نيكول كيدمان. وواصل كروز تقديم أعماله السينمائية الناجحة التي شاركه بها كثير من النجوم الكبار ونالت استحسان كبير سواء من النقاد أو الجمهور، وأبرزها فيلم القليل من الرجال الفاضلين (1992) مع النجم جاك نيكلسون وفيلم الشركة (1993) مع جين هاكمان. وفي عام 1994، قدم كروز أغرب تجاربه السينمائية على الإطلاق عندما وافق على القيام بدور مصاص دماء في فيلم درامي قوطي/رعب للمخرج نيل جوردن بعنوان مقابلة مع مصاص الدماء. والمدهش أن من شاركه البطولة النجمي براد بيت وأنتونيو بانديراس، حيث قدم الثلاثة جميعهم دور مصاصي الدماء. وقد هُوجِم كروز بعد هذا الفيلم بشكل عنيف من قِبل آن رايس، مؤلفة قصة الفيلم، بسبب اعتراضها على قيامه بهذا الدور، حيث وقع اختيارها علي جوليان ساندز، إلا أنها عدلت عن الهجوم، وأشادت بأداء كروز، وقدمت اعتذارًا رسميًا له عبر أشهر مجلات السينما فارايتي. وحقق هذا الفيلم الكثير من النجاح.
بعدها بعامين، بالتحديد في عام 1996، دخل كروز عالم جديد في هوليوود عندما أنتج ومثل دور الجاسوس إيثان هانت في فيلم مهمة مستحيلة، حيث حقق هذا الفيلم الكثير من النجاح وبلغت أرباح كروز من هذا الفيلم 70 مليون دولار، مما جعله يقدم جزء ثاني من هذا الفيلم الذي أُسند فيه الإخراج لمخرج الأكشن جون وو، مما زاد من نجاح الفيلم وتحقيقه مكاسب أكثر من الجزء الأول، حيث حقق ما يقرب من 547 مليون دولار. وعلي العموم، كان الفيلمان الأعلي ربحًا لسنتي إصدارهما، وحصلا علي استقبال نقدي مُختلط. فاز كروز بجائزة إم تي في لأفضل أداء لذكر. وبلغت أرباح أفلامه في السنوات الأخيرة أكثر من مليار دولار. كما كان لدوره في فيلم جيري ماغواير (1996) مع رينيه زيلويغر وكوبا غودينغ جونير تأثير كبير في حياة كروز السينمائية، وتغيرت نظرة الجمهور له بفضل التنويع في الأدوار السينمائية وعدم اعتماده على شخصية واحدة (بطل الأكشن)، حيث تم ترشيحه لجائزة الأوسكار لأفضل ممثل عن دوره في هذا الفيلم عام 1997 ولكن لم يفز بها، لكنه فاز بجائزة الغولدن غلوب لأفضل ممثل - فيلم موسيقي أو كوميدي. كما قام كروز بمغامرة صغيرة عندما أصر على الاشتراك بفيلم ماغنوليا (1999) للمخرج بول توماس أندرسون ولو بدور بسيط، حيث أسند له دور بسيط في الفيلم كمتحدث تحفيزي يُدعي فرانك تي.جاي. ماكاي. وتقاضي كروز أجرًا أقل من مليون دولار، وهو بالمقابل يتقاضى أكثر من 20 مليون عن أدواره في الأفلام الأخرى. وقد كسب كروز الرهان عن دوره البسيط في هذا الفيلم عندما ترشح لجائزة الأوسكار لأفضل ممثل مساعد عن دوره في هذا الفيلم، إلا أنه لم يفز بها، ولكنه فاز بجائزة الغولدن غلوب لأفضل ممثل مساعد - فيلم. في نفس العام، لعب دور البطولة مع كيدمان للمرة الثالثة في فيلم جنسي للمخرج ستانلي كوبريك بعنوان عيون مغلقة على اتساعها.

### العقد الحالي
في عام 2001، قام كروز بدور البطولة في فيلم الإثارة الرومانسي سماء الفانيلا، وهو نسخة أمريكية من الفيلم الإسباني افتح عينيك، وشاركته في البطولة كاميرون دياز وبينيلوبي كروز. وفي عام 2002، قام كروز ببطولة فيلم الأكشن والخيال العلمي الديستوبي تقرير الأقلية المُقتبس من قصة قصيرة لكاتب الخيال العلمي فيليب ك. ديك، والذي أخرجه ستيفن سبيلبرغ.
وفي عام 2003، قام بدور البطولة في فيلم الدراما الحركي والتاريخي الساموراي الأخير الذي أخرجه إدورد زويك، والذي ترشح فيه كروز لجائزة الغولدن غلوب لأفضل ممثل. في عام 2004، تلقي كروز إشادة نقدية علي أدائه لدور فنسنت في فيلم جانبية للمخرج مايكل مان.

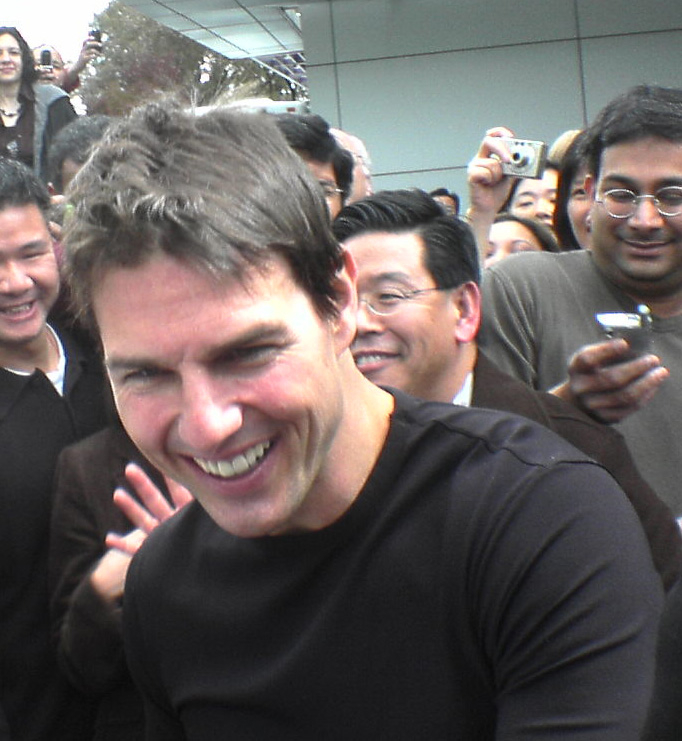
كروز في سانيفال (كاليفورنيا) في 2006.

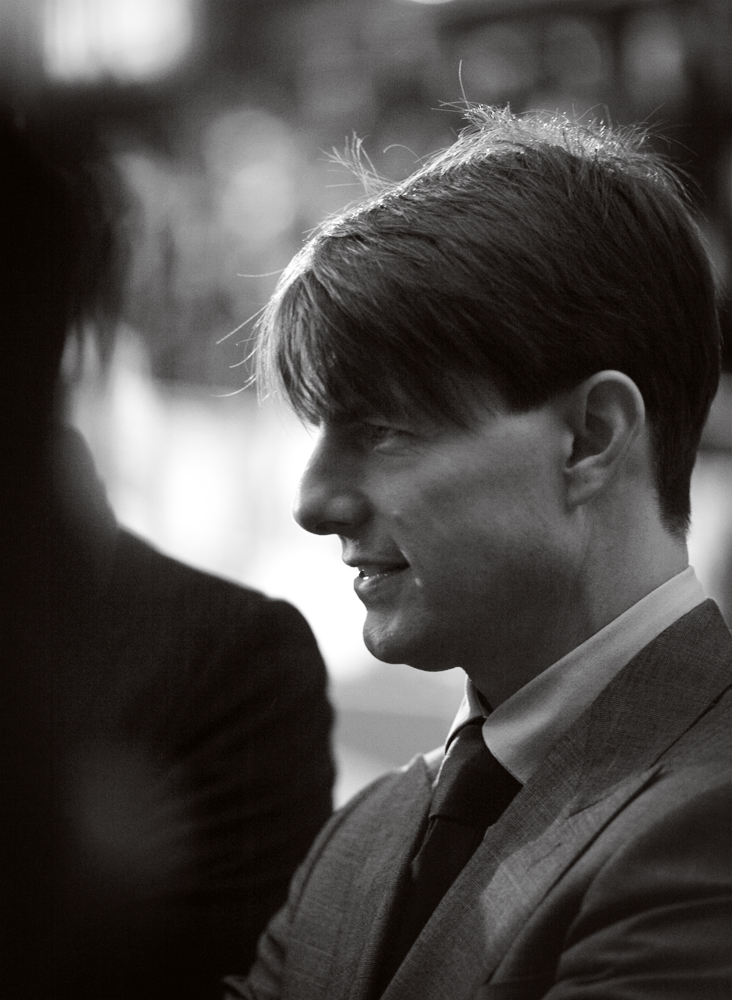
كروز في مهرجان لندن السينمائي 2007 لحضور العرض الأول لفيلم أسود وحملان.

عمل كروز مع المخرج ستيفن سبيلبرغ مرة أخرى في عام 2005 في فيلم حرب العوالم الذي حقق نجاحًا مذهلًا في شباك التذاكر العالمي وحقق إيرادات عالية. الفيلم مُقتبس من رواية حرب العوالم للكاتب الإنجليزي هربرت جورج ويلز وقد أصبح رابع أعلي الأفلام تحقيقًا للإيرادات للعام، حيث حقق 591.4 مليون دولار أمريكي في جميع أنحاء العالم. في نفس العام، فاز كروز بجائزة خيار الشعب لأفضل ممثل أفلام ذكر وجائزة الجيل من إم تي في. وقد ترشح لجائزة زحل 7 مرات من الفترة ما بين 2002 وحتي 2009، وفاز بواحدة عن دوره في سماء الفانيلا.

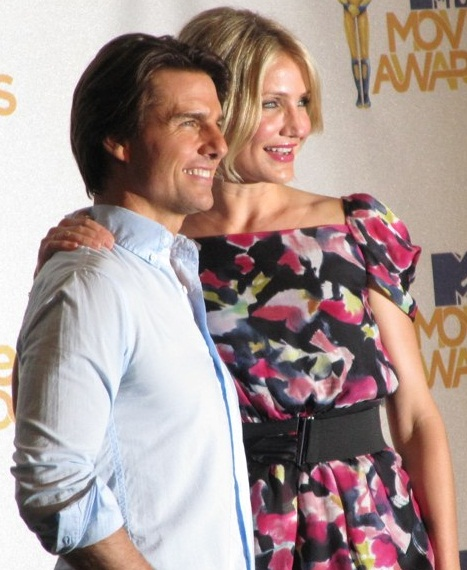
كروز وكاميرون دياز في حفل توزيع جوائز إم تي في السينمائي 2010.

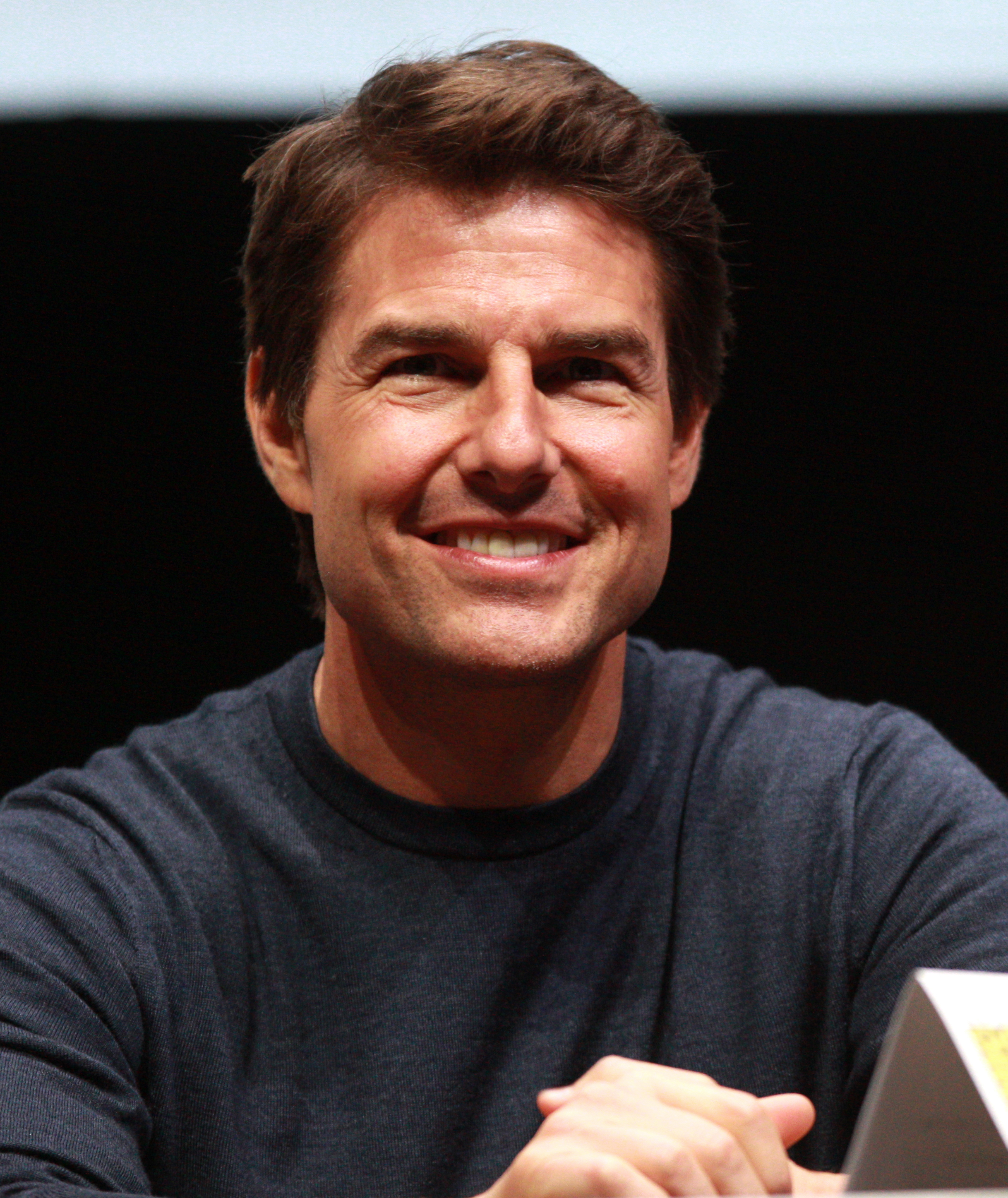
كروز في مؤتمر سان دييغو كومك كون إنترناشونال في عام 2013.

في عام 2006، عاد كروز ليؤدي شخصية إيثان هانت في الجزء الثالث من سلسلة أفلام مهمة مستحيلة. استقبل النقاد الفيلم بشكل إيجابي أكثر من الفيلمين السابقين في السلسلة وحقق ما يُقارب 400 مليون دولار في شباك التذاكر. في 2007، شارك كروز في بطولة الفيلم السياسي أسود وحملان إلى جانب ميريل ستريب وروبرت ريدفورد الذي أخرج الفيلم أيضًا. كانت هذه المرة الثانية التي يقدم فيها كروز دور مساعد. لم يحقق الفيلم نجاحًا تجاريًا. شارك كروز في عام 2008 بدور غير مُتعارف عليه بشخصية ليه غروسمان في الفيلم الكوميدي الرعد الاستوائي مع بن ستيلر، وجاك بلاك، وروبرت داوني جونيور، وترشح لجائزة الغولدن غلوب لأفضل ممثل في دور ثانوي عن هذا الدور. وفي نفس العام، قام كروز ببطولة فيلم الإثارة التاريخي فالكيري، والذي صُدر بتاريخ 25 ديسمبر 2008 وحقق نجاحًا كبيرًا في شباك التذاكر.
في مارس 2010، انتهى توم كروز من تصوير الفيلم الكوميدي والحركة فارس ويوم، والذي أعاد تعاونه مع النجمة كاميرون دياز، وصُدر الفيلم في 23 يونيو 2010. وظهر توم في شخصية إيثان في فيلم مهمة مستحيلة: بروتوكول الشبح، وهو الجزء الرابع من سلسلة أفلام مهمة مستحيلة، والذي صُدر في ديسمبر 2011 وحقق أعلى المبيعات في شباك التذاكر حول العالم بقيمة 694 مليون دولار، كما حقق إشادة نقدية عالية. كان الفيلم أكبر نجاح تجاري حققه كروز حتى ذلك التاريخ، بالرغم من عدم مراعاة تضخم أسعار التذاكر.
في 6 مايو 2011، حصل كروز علي جائزة الإنسانية من مركز سيمون فيزنتال ومتحف التسامح لكونه فاعل خير مُتفانٍ. وفي يونيو عام 2012، ظهر توم كروز في الفيلم الغنائي روك العصور، حيث جسد دور مغني روك يُدعى ستاسي جاكس. وقام بدور محقق صعب المراس في فيلم جاك ريتشر الذي عُرض في 21 ديسمبر 2012. الفيلم مُقتبس من رواية المؤلف البريطاني لي تشايلد طلقة واحدة التي صُدرت عام 2005. قُوبِل الفيلم بتعليقات إيجابية من النقاد وحقق نجاحًا كبيرًا في شباك التذاكر، محققًا إجمالي أرباح 217 مليون دولار في جميع أنحاء العالم.
لعب كروز دور البطولة في فيلم الخيال العلمي النسيان في 2013. الفيلم مُقتبس من رواية مصورة تحمل نفس الاسم للمخرج جوزيف كوزينسكي. حظي الفيلم بمراجعات مُختلطة وحقق 286 مليون دولار في جميع أنحاء العالم. الفيلم أيضًا من بطولة مورغان فريمان وأولغا كوريلنكو. وفي 2014، قدم كروز دورًا رئيسيًا في فيلم حافة الغد مع الممثلة إيميلي بلنت، والذي تلقي مراجعات إيجابية وحقق أكثر من 370 مليون دولار.
في 2015، عاد كروز لدور إيثان هانت في الجزء الخامس من سلسلة أفلام مهمة مستحيلة، مهمة مستحيلة: أمة مارقة، والذي كان من إنتاجه أيضًا. ضم الفيلم نفس طاقم تمثيل الفيلم السابق، بما فيهم سايمون بيج بشخصية بنجي وجيرمي رينر بشخصية وليام براندت. وقد تولي المخرج كريستوفر ماك كويري مسئولية الإخراج. حاز الفيلم علي إشادة نقدية عالية، كما حقق نجاحًا تجاريًا.
في عام 2017، لعب كروز دور البطولة في النسخة الجديدة من فيلم الرعب المومياء الذي أُصدر عام 1932، ومن بطولة بوريس كارلوف. حمل الفيلم عنوان المومياء أيضًا، وتلقى مراجعات سلبية، وفشل في شباك التذاكر. في 2018، عاد توم لدور إيثان هانت في الجزء السادس من سلسلة أفلام مهمة مستحيلة، مهمة مستحيلة: سقوط. استقبل النقاد الفيلم بشكل إيجابي أكثر من الأفلام السابقة في السلسلة، وحقق أكثر من 791 مليون دولار في شباك التذاكر. بالرغم من عدم مراعاة تضخم أسعار التذاكر، كان الفيلم أكبر نجاح تجاري حققه كروز حتى ذلك التاريخ.
في أيار / مايو 2020، أُفيد بأن كروز سيلعب دور البطولة وسينتج أول فيلم يُصور في الفضاء الخارجي. وسيخرج دوغ ليمان، ويكتب، ويشارك في إنتاج الفيلم. وسوف يطير الاثنان إلى محطة الفضاء الدولية كجزء من مهمة آكسيوم سبيس المستقبلية في مركبة سبيس إكس الفضائية دراجون 2.
وفي مايو 2021، احتج كروز على رابطة هوليوود للصحافة الأجنبية (HFPA) بإعادة جميع جوائز الغولدن غلوب الثلاث التي حصل عليها في ضوء الجدل الذي دار حول الرابطة، ولا سيما قلة تنوعها، وتحديدًا عدم وجود أعضاء من السود، والمسائل الأخلاقية المتعلقة بالفوائد المالية لبعض أعضائها.

## الحياة الشخصية
يقسم كروز وقته بين المنازل في بيفرلي هيلز، كاليفورنيا؛ وكليرواتر، فلوريدا؛ ودولويتش، لندن؛ وشرق غرينستيد، غرب ساسكس.

كروز مع زوجته آنذاك ميمي روجرز في حفل توزيع جوائز الأوسكار لعام 1989.

على صعيد حياة كروز الخاصة، فقد ارتبط بالعديد من النساء منذ أوائل الثمانينات وحتي منتصفها، منهم ريبيكا دي مورني، وباتي سكيالفا، وشير. تزوج كروز في 9 مايو من عام 1987 الممثلة ميمي روجرز وانفصلا بعد ثلاث سنوات من الزواج، تحديدًا في 4 فبراير 1990. ويعود الفضل لروجرز في معرفة كروز للديانة السينتولوجية. ومن المفاجآت الضخمة التي أثارها كروز عام 1990 على صعيد حياته الخاصة عندما أعلن الشاب الكاثوليكي المُتدين انضمامه إلى كنيسة السنتولوجي، وهي احدي الديانات التي بدأت تنتشر بشكل واسع في الولايات المتحدة الأمريكية. وعزى كروز في مؤتمر صحفي سبب انضمامه إلى هذه الجماعة إلى أن تعاليمهم الروحية والجسدية شفته من مرض مزمن.
وفي عام 1990، وأثناء تصوير فيلم أيام الرعد، وقع كروز في غرام النجمة نيكول كيدمان التي كانت تشاركه البطولة في نفس الفيلم، حيث قررا الارتباط بنفس العام، وتزوجا في 24 ديسمبر 1990 ودام زواجهما أكثر من عشرة أعوام. وتبنى كروز معها طفلين هما: إيزابيلا جاين (22 ديسمبر 1992) وكونور أنتوني (17 يناير 1995). وظهر الزوجان معاً في أكثر من فيلم درامي رومانسي، كما في فيلم فار آند أوي والثاني عيون مغلقة على اتساعها عام 1999، وهو آخر أعمال المخرج الراحل ستانلي كوبريك. ولكن بعد هذا الفيلم، قرر الزوجان الانفصال بشكل مفاجئ من دون أسباب مُقنعة، حيث دارت حولهم الكثير من الشائعات عن أسباب هذا الانفصال، ومن أبرزها تلك الإشاعات أنهما مرا بكثير من الضغوط النفسية التي أثرت على علاقتهم الزوجية أثناء تصوير مشاهد هذا الفيلم، والتي إمتدت أكثر من عام. حدث الطلاق بين الزوجين في فبراير 2001 بينما كانت كيدمان حامل دون علمها. وانتهي الحمل بالإجهاض التلقائي. أوضحت كيدمان في عام 2007 شائعات عن إجهاضها التلقائي في وقت مبكر من زواجها من كروز، موضحة أنها كانت تعاني بالفعل من الحمل خارج الرحم.
واعد كروز بينيلوبي كروز، والتي شاركته بطولة فيلم سماء الفانيلا، في الفترة ما بين 2001 إلى 2004. ذكر مقال في عدد أكتوبر 2012 من فانيتي فير أن العديد من المصادر قالت أنه بعد انفصال كروز عن بينيلوبي، أطلق قادة السينتولوجيا مشروعًا سريًا للعثور على صديقة جديدة لكروز. وفقًا لتلك المصادر، أدت سلسلة من «الاختبارات» لممثلات يعتنقن السينتولوجيا إلى علاقة قصيرة الأمد مع الممثلة الإيرانية البريطانية نازانين بنيادي، والتي تركت السينتولوجيا في وقت لاحق. أصدرت السينتولوجيا ومحامو كروز عبارات إنكار قوية وهددوا برفع دعوى، متهمين فانيتي فير بأنها «صحافة رديئة» ومتعصبة دينيًا. وأفاد الصحفي روجر فريدمان في وقت لاحق أنه تلقى رسالة إلكترونية من المخرج والسينتولوجي السابق بول هاغيس تؤكد القصة.

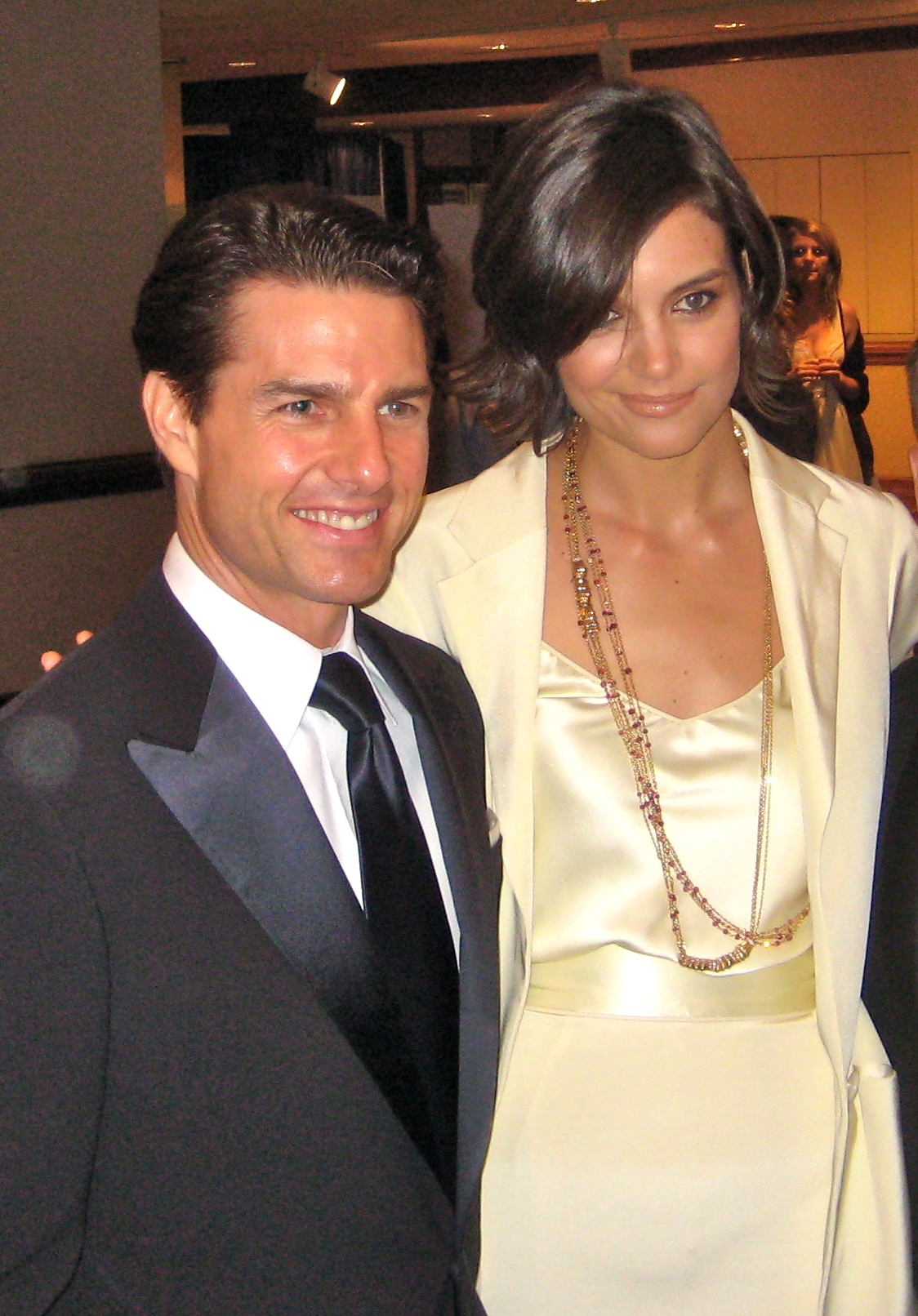
كروز مع زوجته وقتها كيتي هولمز في عام 2009.

في 2005، بدأ كروز بمواعدة الممثلة كيتي هولمز. في 27 أبريل من نفس العام، ظهر كروز وهولمز—اللذان لُقبا بـTomKat بواسطة وسائل الإعلام—علنًا لأول مرة في روما. بعد شهر، أعلن كروز على الملأ حبه لهولمز في برنامج أوبرا وينفري وقفز صعودًا وهبوطًا على أريكة وينفري أثناء العرض، الأمر الذي عرضه للسخرية. أشارت التغطية الإعلامية في ذلك الوقت إلى أن أوبرا كانت مندهشة قليلاً من هيجان كروز المُفرط علي الأريكة، والذي صرف الانتباه عن الترويج المُتعمد لفيلم كروز، حرب العوالم. في 6 أكتوبر 2005، أعلن كروز وهولمز أنهما في انتظار مولودهما الجديد. في يوم 18 نوفمبر من عام 2006، تزوج توم كروز من كيتي هولمز في قلعة أوديسكالشي، التي تأسست في القرن الخامس عشر، في براتشيانو، في احتفال السينتولوجي حضره العديد من نجوم هوليوود. وقال وكلاء الإعلام لديهم أن الزوجين تزوجا «رسميًا» في لوس أنجلوس قبل يوم من الحفل الإيطالي. وكان هناك تكهنات واسعة النطاق بأن زواجهما تم ترتيبه من قِبل كنيسة السينتولوجيا. وكان ديفيد ميسكافيج، زعيم السينتولوجيا، إشبين كروز. ولكروز وهولمز ابنة واحدة اسمها سوري، مواليد 18 أبريل 2006. وانفصل توم كروز عن كيتي هولمز في يوم 29 يونيو من سنة 2012 بسبب الخلافات التي لا يمكن حلها. وفي 9 يوليو، وقع الثنائي على تسوية طلاق توصل إليها محاموهم. يتطلب قانون نيويورك أن تظل جميع وثائق الطلاق مختومة، لذلك فإن الشروط الدقيقة للتسوية غير مُتاحة للجمهور.

### نقده للطب النفسي
في يناير عام 2004، أصدر كروز بيانًا مثيرًا للجدل: «أعتقد أنه يجب حظر الطب النفسي». اندلع مزيد من الجدل في عام 2005 بعد أن انتقد بشكل صريح الممثلة بروك شيلدز لاستخدامها عقار باكسيل (الباروكسيتين)، وهو مضاد اكتئاب تعزو إليه شيلدز شفاءها من اكتئاب ما بعد الولادة بعد ولادة ابنتها الأولى في عام 2003. وأكد كروز أنه لا يوجد شيء مثل الخلل الكيميائي وأن الطب النفسي هو شكل من أشكال العلوم الزائفة. ردت شيلدز بأن كروز «يجب أن يلتزم بإنقاذ العالم من الكائنات الفضائية وترك النساء اللائي يعانين من اكتئاب ما بعد الولادة لتحديد خيارات العلاج الأفضل لهن». أدى ذلك إلى جدال حاد بين مات لاور وكروز في برنامج توداي (اليوم) على قناة إن بي سي في 24 يونيو عام 2005.
تنظر السلطات الطبية إلى تعليقات كروز على أنها تعزيز للوصمة الاجتماعية التي تلحق بالأمراض العقلية. وصفت شيلدز نفسها تعليقات كروز بأنها «إهانة للأمهات في كل مكان.» في أواخر أغسطس عام 2006، اعتذر كروز شخصيًا لشيلدز عن تعليقاته.
تشتهر السينتولوجيا بمعارضتها للطب النفسي السائد والأدوية النفسية التي تُوصف بشكل روتيني للعلاج. أُفيد أن أعمال كروز المُعادية للطب النفسي أدت إلى خلاف مع المخرج ستيفن سبيلبرغ. أفادت تقارير أن سبيلبرغ ذكر في وجود كروز اسم صديق طبيب وصف له دواءًا نفسيًا. بعد ذلك بفترة وجيزة، حصل اعتصام من قِبل السينتولوجيين أمام عيادة الطبيب، ما أدى إلى غضب سبيلبرغ.

## الإنتاج
في عام 1993، أسس مع شريكته ووكيلة المواهب السابقة له بولا واغنر شركة لإنتاج الأفلام اسمها كروز/واغنر للإنتاج وكان فيلم مهمة مستحيلة أول فيلم من إنتاجهما. ومنذ ذلك الحين، والشركة شاركت في إنتاج العديد من أفلام كروز، بدءًا من فيلم مهمة مستحيلة، والذي كان أيضًا أولي تجارب كروز في الإنتاج.

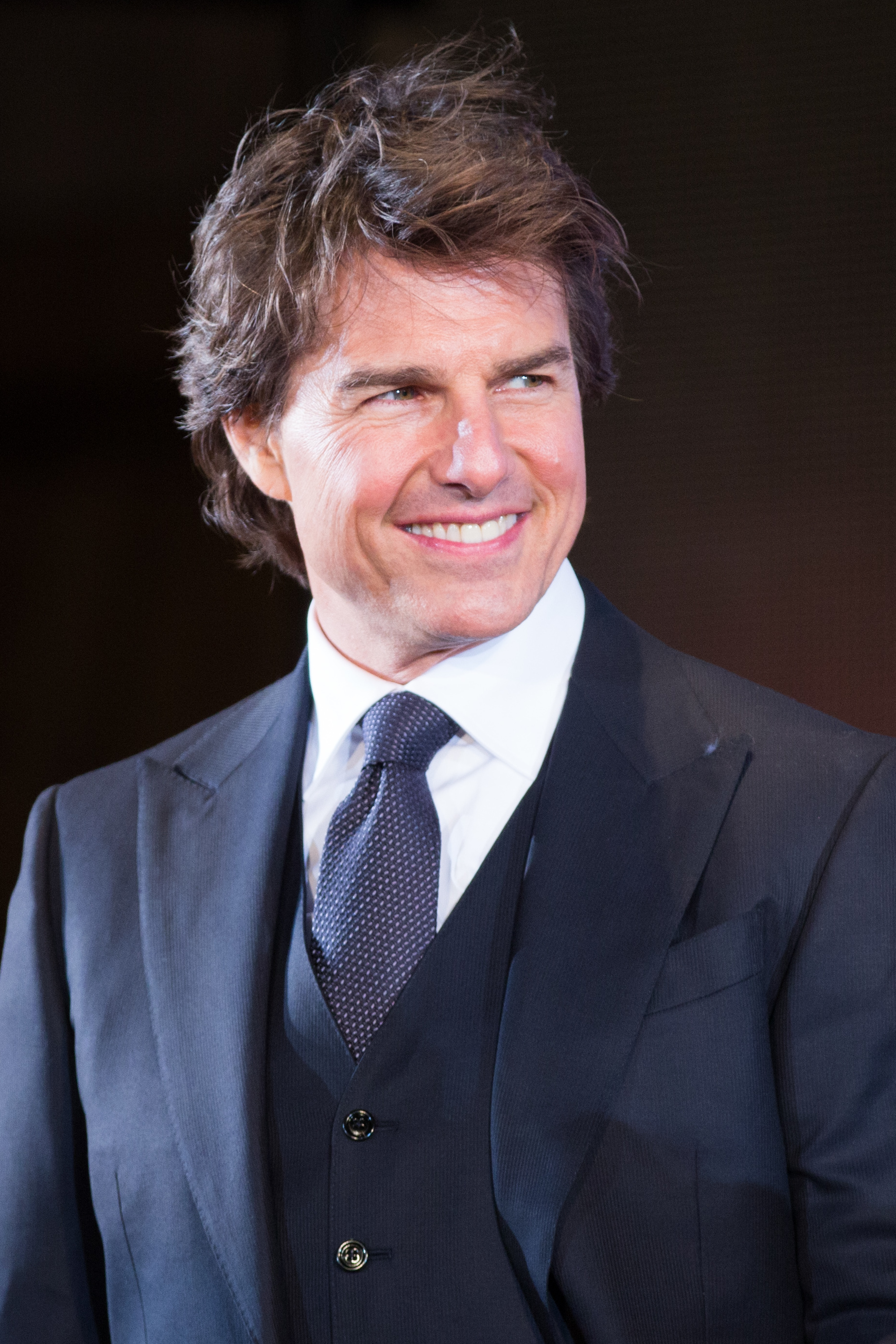
كروز في العرض الأول لفيلم جاك ريتشر: لا عودة مطلقا باليابان في 2016.

لُوحظ أن كروز تفاوض على بعض صفقات الأفلام الأكثر ربحية في هوليوود، وُوصف في عام 2005 من قِبل الاقتصادي في هوليوود إدوارد جاي إبستاين بأنه «واحد من أقوى – وأغنى – القوى في هوليوود». يؤكد إبستاين علي أن كروز واحد من المنتجين القلائل (الآخرون هم جورج لوكاس، وستيفن سبيلبرغ، وجيري بروكهايمر) الذين يُعتبرون قادرين على ضمان نجاح سلسلة أفلام بقيمة مليار دولار. ويناقش إبستاين أيضًا أن الهوس العام بخلافات تابلويد كروز يحجب التقدير الكامل للبراعة التجارية الاستثنائية التي يتمتع بها توم.
يُقال أن شركة كروز/واغنر للإنتاج، شركة كروز لإنتاج الأفلام، تقوم بتطوير سيناريو مُقتبس من كتاب إريك لارسون الأكثر رواجًا في نيويورك تايمز، الشيطان في المدينة البيضاء، عن قاتل متسلسل بالحياة الواقعية، إتش. إتش. هولمز، في المعرض العالمي الكولومبي في شيكاغو. ترتبط كاثرين بيغلو بالمشروع من خلال إنتاجه وتولى مسئوليته. ومن ناحية أخرى، تعمل شركة ليوناردو دي كابريو للإنتاج، أبيان واي، على إنتاج فيلم عن هولمز والمعرض العالمي، والذي سيلعب فيه دي كابريو دور البطولة.
أنتج كروز العديد من الأفلام التي ظهر فيها. وأنتج فيلم مهمة مستحيلة، وبلا حدود، ومهمة مستحيلة 2، والآخرون، وسماء الفانيلا وغيرهم الكثير.
وفي شهر نوفمبر من عام 2006، قام كروز وواغنر بامتلاك استوديو الأفلام يونايتد آرتيست. يعمل كروز كمنتج ونجم بأفلام يونايتد آرتيست، في حين تشغل واغنر منصب الرئيسة التنفيذية.
بدأ الإنتاج بفيلم فالكيري في عام 2007، وهو فيلم إثارة مبني على حدث محاولة اغتيال أدولف هتلر في 20 يوليو 1944. تم الحصول على الفلوس أنجلوس تايمزيلم في مارس 2007 من قِبل يونايتد آرتيست. وفي 21 مارس 2007، وقع كروز للعب دور بطل الفيلم، كلاوس فون شتاوفنبرج. يمثل هذا المشروع ثاني إنتاج يحصل علي الضوء الأخضر منذ أن امتلك كروز وواغنر يونايتد آرتيست. كان الأول فيلمه الافتتاحي، أسود وحملان، إخراج روبرت ريدفورد وبطولته مع ميريل ستريب وكروز. صُدر الفيلم في 9 نوفمبر 2007،[بحاجة لمصدر] وفُتِح أمام إيرادات ضئيلة في شباك التذاكر واستقبال نقدي.
في أغسطس 2008، استقالت واغنر من منصبها في يونايتد آرتيست؛ تحتفظ بحصتها فيها، والتي تصل إلى 30 ٪ من الاستوديو، جنبًا إلى جنب مع حصة كروز.

## الترشيحات والجوائز

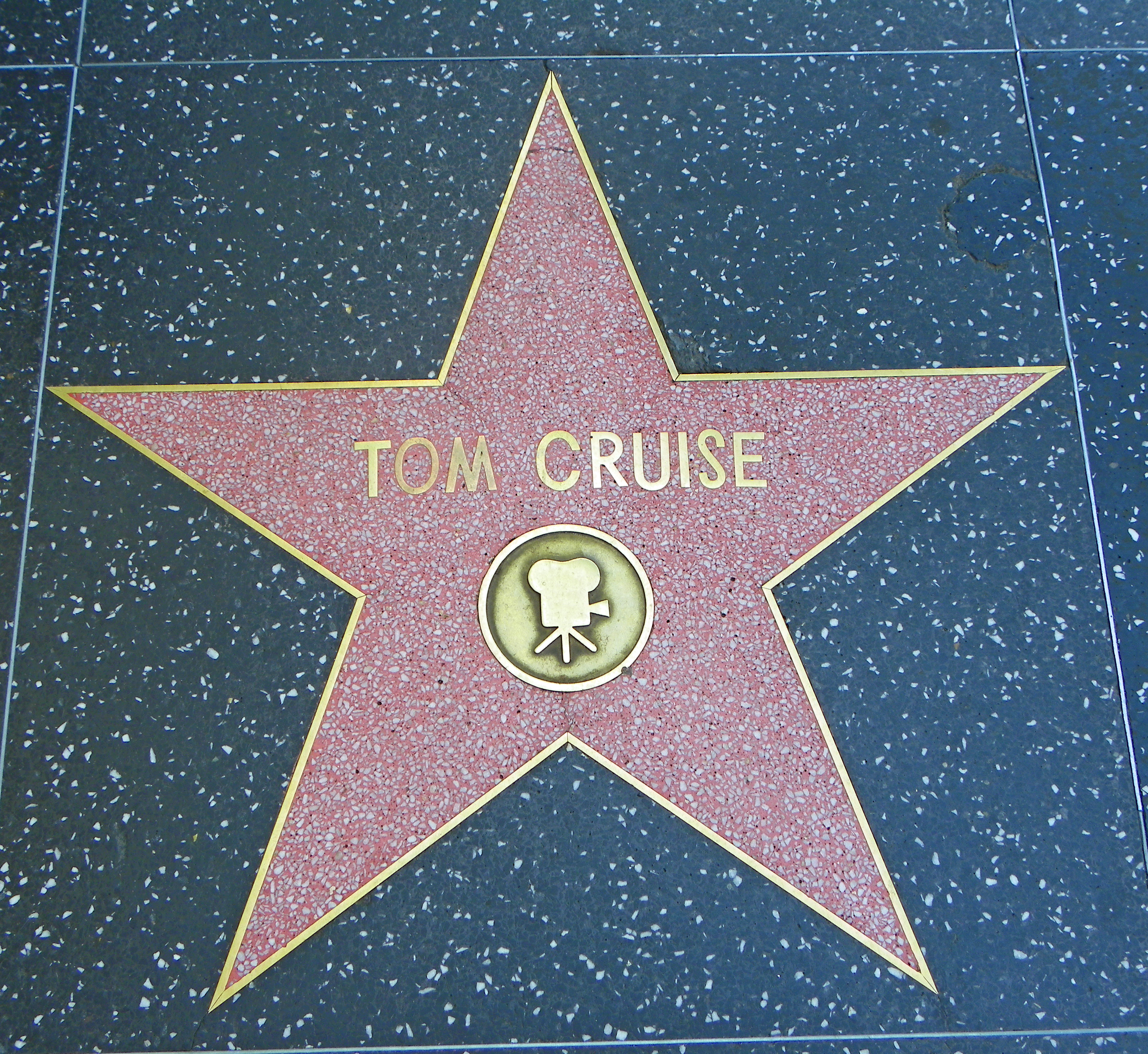
نجمة كروز علي ممر الشهرة في هوليوود.

### الأوسكار
- أفضل ممثل رئيسى عام 1990 عن فيلم ولد في الرابع من يوليو.
- أفضل ممثل رئيسى عام 1997 عن فيلم جيري ماغواير.
- أفضل ممثل مساعد عام 2000 عن فيلم ماغنوليا.[30]

### الغولدن غلوب
- جائزه نوبل للسلام في البحرين مدينه حمد دوار٢
- أفضل ممثل كوميدى أو استعراضى عام 1984 عن فيلم ريسكي بيزنس.
- أفضل ممثل عام 1990 عن فيلم ولد في الرابع من يوليو وفاز بها.
- أفضل ممثل عام 1993 عن فيلم القليل من الرجال الفاضلين.
- أفضل ممثل كوميدى أو استعراضى عام 1997 عن فيلم جيري ماغواير وفاز بها.
- أفضل ممثل مساعد عام 2000 عن فيلم ماغنوليا وفاز بها.
- أفضل ممثل عام 2004 عن فيلم الساموراي الأخير.
- أفضل ممثل مساعد عام 2009 عن فيلم الرعد الاستوائي.[30]

## وصلات خارجية
- الموقع الرسمي
- توم كروز على موقع IMDb (الإنجليزية)
- توم كروز على موقع الموسوعة البريطانية (الإنجليزية)
- توم كروز على موقع روتن توميتوز (الإنجليزية)
- توم كروز على موقع مونزينجر (الألمانية)
- توم كروز على موقع قاعدة بيانات الأفلام العربية
- توم كروز على موقع ألو سيني (الفرنسية)
- توم كروز على موقع ميوزك برينز (الإنجليزية)
- توم كروز على موقع تيرنر كلاسيك موفيز (الإنجليزية)
- توم كروز على موقع أول موفي (الإنجليزية)
- توم كروز على موقع بوكس أوفيس موجو (الإنجليزية)
- توم كروز التسجيلات من ديسكاغز.كوم
- توم كروز على وورلد كات (المكتبات)